# 甲田哲也
甲田 哲也（こうだ てつや、1970年9月6日 - ）は、日本の実業家。NEO女子プロレスの運営会社「有限会社ネオ・エンターテイメント」の元代表取締役社長で、現在は株式会社CyberFight・東京女子プロレス事業部長。長野県北佐久郡軽井沢町出身。

## 人物
- 東京都立大学卒業後、SE系一般企業を経て、1999年、当時のネオ・レディースにスタッフとして入社。ネオ・レディース崩壊後、NEO（ネオ・エンターテイメント）の代表に就任。一度不祥事を起こして謹慎となり、一時賀川照子リングアナウンサーに代表の座を譲った（後に復職）。NEOの選手代表だった井上京子はNEOの解散決定まで甲田に対して反発することは一度たりともなかった。
- また、試合中に乱入することも多々あり、2006年5月5日に一時的にアイアンマンヘビーメタル級王座のベルトを奪取している（直後にアイスリボンのさくらえみに奪われた）。
- 2007年には、さくらえみとの結婚騒動を巻き起こしたが、団体双方の選手の反対もあり、結婚成立にはならなかった。現在も未婚のままだが親交は続いており、プロレスリング我闘雲舞旗揚げや運営にも協力した。
- 2010年12月31日に解散したNEOの大会で自ら音響係を務めるなど、現場管理も行っていた。
- 旗揚げ当初より、アイスリボンにて音響、リングアナウンサーを担当（法人化前のアイスリボンにも音響として参加）する傍ら、さくらえみ退団後のアイスリボンにおける選手管理や渉外等、非常勤スタッフとして働いていたが、2012年6月2日の道場マッチを最後に卒業となった。
- 2012年6月4日、DDTプロレスリングが創設した女子プロレス事業部「東京女子プロレス」の事業部長に就任[2]。
- 2017年8月25日、DDTのリング上の全権を手にしプロデューサーに就任した男色ディーノによりゼネラルマネージャーをクビにされてしまった鶴見亜門と新宿FACE大会のアンダーマッチにて「鶴見亜門がGM復帰できるかどうかを決める試合」として対戦し勝利。引導を渡す。しかし鶴見は選手らからの懇願により、前説要員として「アシスタントプロデューサーの今林久弥」としてDDTに留まっている。なお、この試合が決まるさいに鶴見から「元女子プロレスオタクで、今はアイドルオタクのこの男」と挑発されている。これ以降、東京女子プロレスの選手がDDTで試合を行うさいに付添で来場し、いざこさに巻き込まれ今林と試合をする羽目になり、酷い目に遭うのがお約束となっている。
- 2018年9月、男色ディーノのDDTプロデューサー辞任に伴いDDT本体の臨時ゼネラルマネージャーを兼任[1]。

## 入場曲
何らかの事情で選手として出場するときに使用。
- モーニング娘。'16『そうじゃない』（2017年、2019年 - 2021年）
- モーニング娘。'18『Are You HappY?』（2018年）

## 得意技
- 片羽絞め
- 魔性のスリーパー

## タイトル歴
- アイアンマンヘビーメタル級王座（第230代、1264代、1336代）

## 出演

### 映画
- 劇場版 東京女子プロレス 爆音セレナーデ（2015年12月19日、監督：嵐山みちる）[3]